# Пермские авиалинии
«Пе́рмские авиали́нии» (ПАЛ, англ. PAL), государственное краевое унитарное предприятие — российская компания, управляющая аэропортом Большое Савино (Пермь), аэропортом Кудымкара, вертолётной площадкой в Чайковском (Пермский край). Ранее (1992—2009) являлась авиаперевозчиком (ИАТА — P9, ИКАО — PGP, Внутренний код — 9Д, позывной — Perm Air). Штаб-квартира находится в городе Перми.

## История
Создание предприятия и его развитие неразрывно связаны с историей пермского авиаотряда. Предвестниками создания авиаотряда были:
- полёты Василия Каменского, который 20 июля 1911 года на аэроплане «Блерио XI» неудачно попытался взлететь с пермского ипподрома (район нынешней части Комсомольского проспекта[1], имеющей обиходное название «Тихий Компрос»), а позже совершал успешные полёты над Камой, взлетая с песчаной отмели[2];
- полёты в 1912 году авиатора Якова Седова с пассажиром на аэроплане «Фарман»[2] (возможно, «Farman IV»);
- учреждение 16 июля 1923 года «Пермского общества друзей воздушного флота»[2];
- образование Пермского аэроклуба 12 августа 1933 года;
- начало постоянного базирования небольшого авиаподразделения, переведённого из Свердловска в Пермь в 1936 году[2].

2 февраля 1940 года был образован 207-й Пермский авиаотряд. В 1940 году предприятием были перевезены первые 200 пассажиров. Авиаотряд базировался на аэродроме на Городских Горках (вблизи деревни Суханки). Там же в 1939 году был построен аэровокзал аэропорта, получившего название Молотов (так же назывался город Пермь в 1940—1957 годах). Регулярные рейсы по маршруту Молотов — Свердловск выполнялись на самолёте «Сталь-2».
Прерванные в годы войны полёты по маршрутам Молотов — Кудымкар и Молотов — Ижевск возобновились с 25 января 1944 года. В 1947 году было перевезено 1000 пассажиров.
6 декабря 1957 года был открыт аэропорт Бахаревка, куда был переведён пермский авиаотряд Уральского управления ГА. К этому времени в нём работали 250 человек, а самолётный парк составлял 34 машины.
15 февраля 1965 года был официально открыт новый аэропорт союзных линий — Большое Савино, куда был вновь передислоцирован авиаотряд (аэровокзал был сдан в эксплуатацию 18 февраля 1967 года). С окончанием строительства объектов обвязки аэропорта авиапредприятие получило новые самолёты Ан-24 (по состоянию на 16 марта 1972 года их было 13 единиц), Ил-18 (на 20 декабря 1977 года — 4 единицы).
В начале 2000-х годов была проведена реконструкция взлётно-посадочной полосы, увеличена длина с 2500 до 3200 метров. Это позволило аэропорту принимать любые типы воздушных судов без ограничений. Появился VIP-зал и обслуживание частных самолётов.
В декабре 2006 года флот «Пермских авиалиний» был арендован авиакомпанией «Сибирь», рядом других авиакомпаний и заключены соглашения код-шеринга. После этого ФГУП фактически перестало оказывать услуги авиаперевозки.
Решением Росавиации от 27.08.2009 № 172/ВД сертификат эксплуатанта компании был аннулирован.

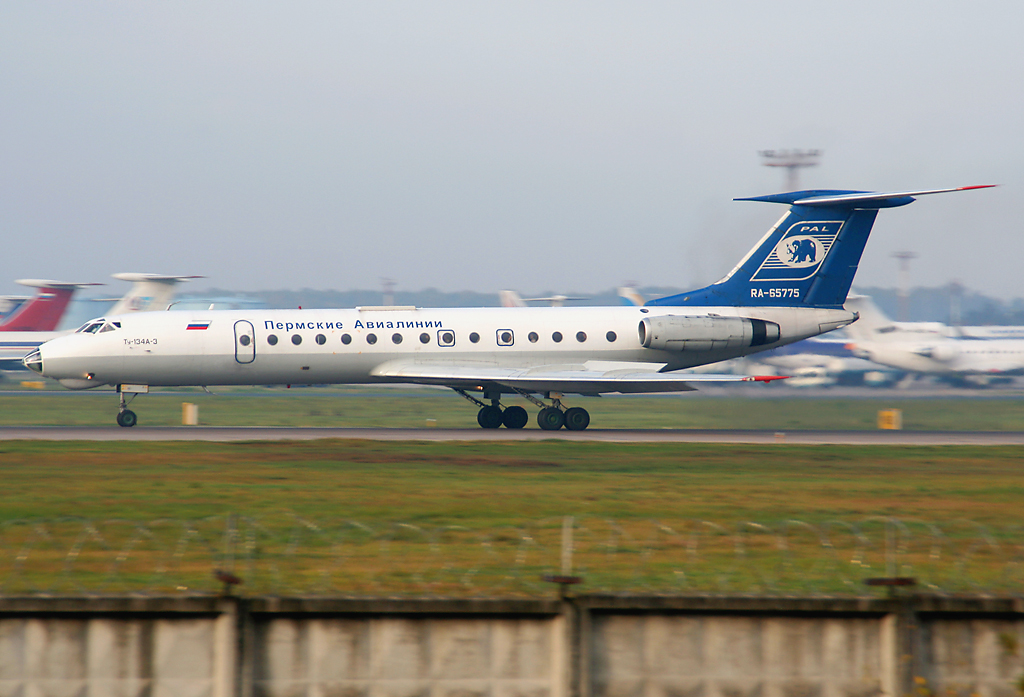
Самолёт Ту-134А-3 Пермских авиалиний

## Флот
Воздушные суда (ВС), принадлежащие авиакомпании, по состоянию на начало 2018 года находятся на хранении:
| Тип ВС    | Количество | Бортовые номера |
| --------- | ---------- | --------------- |
| Ту-134А-3 | 1          | RA-65064        |
| Як-40     | 1          | RA-87418        |
| Ан-24Б    | 1          | RA-47773        |
| Ан-2Р     | 1          | RA-33564        |
| Ми-8Т     | 1          | RA-22301        |

Все остальные ВС, находившиеся в собственности авиакомпании на дату аннулирования сертификата эксплуатанта, к апрелю 2016 были утилизированы.
В разные годы авиакомпания как самостоятельное предприятие имела в собственности различные модификации Ан-2, Ту-154, Ту-134, Ан-24, Ан-26, Як-40, Ми-8 и Ту-204.

## Текущая деятельность
Сейчас авиапредприятие занимается управлением аэропорта Большое Савино. Чистая прибыль за 2011 год составляет около 102 млн.рублей.
C 25 мая 2012 года Пермские авиалинии полностью переданы в собственность Пермского края. Весной 2013 года ПАЛ планируют провести конкурс на выбор инвестора, который впоследствии будет управлять аэропортом Большое Савино и займется строительством нового пассажирского терминала. На аэропорт претендовали четыре компании: «Ренова», «Базэл», «Химипорт» (Болгария), управляющий авиакомитет Шереметьево и Внуково.
На начало 2013 года краевое госпредприятие «Пермские авиалинии» сменило своё имя на «Международный аэропорт „Пермь“» и реорганизовано в ОАО.
В аэропорту распространяется ежемесячный бесплатный журнал «Аэропорт Пермь», который издает ООО «Траектория» (директор и главный редактор Юлия Ворожцова).